# Plátano Gros Michel
Gros Michel (pronunciación en francés: /ɡʁo miʃɛl/), a menudo traducido al inglés como "Big Mike", es una exportación de variedad de plátanos y fue, hasta la década de los 50, la principal variedad plantada. Las propiedades físicas de la Gros Michel la hacen un excelente producto de exportación; su gruesa piel la hacen resistente a las magulladuras durante el transporte y sus racimos densos de los que crece, fácil de transportar por barco.

## Taxonomía
Gros Michel es una variedad triploide del plátano silvestre Musa acuminata, que pertenece al grupo AAA.
Su designación oficial es 'Gros Michel' Musa acuminata (Grupo AAA).
Sinónimos Incluye:
- Musa acuminata L. cv. 'Gros Michel
- 'Musa × paradisiaca L. cv. 'Gros Miche

La Gros Michel es conocida como Guineo Gigante, Banano, y Plátano Roatán en español. Es también conocida como Pisang Embun en Malasia, Pisang Ambon en Indonesia y Filipinas, Thihmwe en Birmania, Chek Ambuong en Camboya, Kluai hom thong en Tailandia, y Chuoi Tieu Cao #2 en Vietnam.

## Historia de su cultivo

### Popularidad temprana y declive

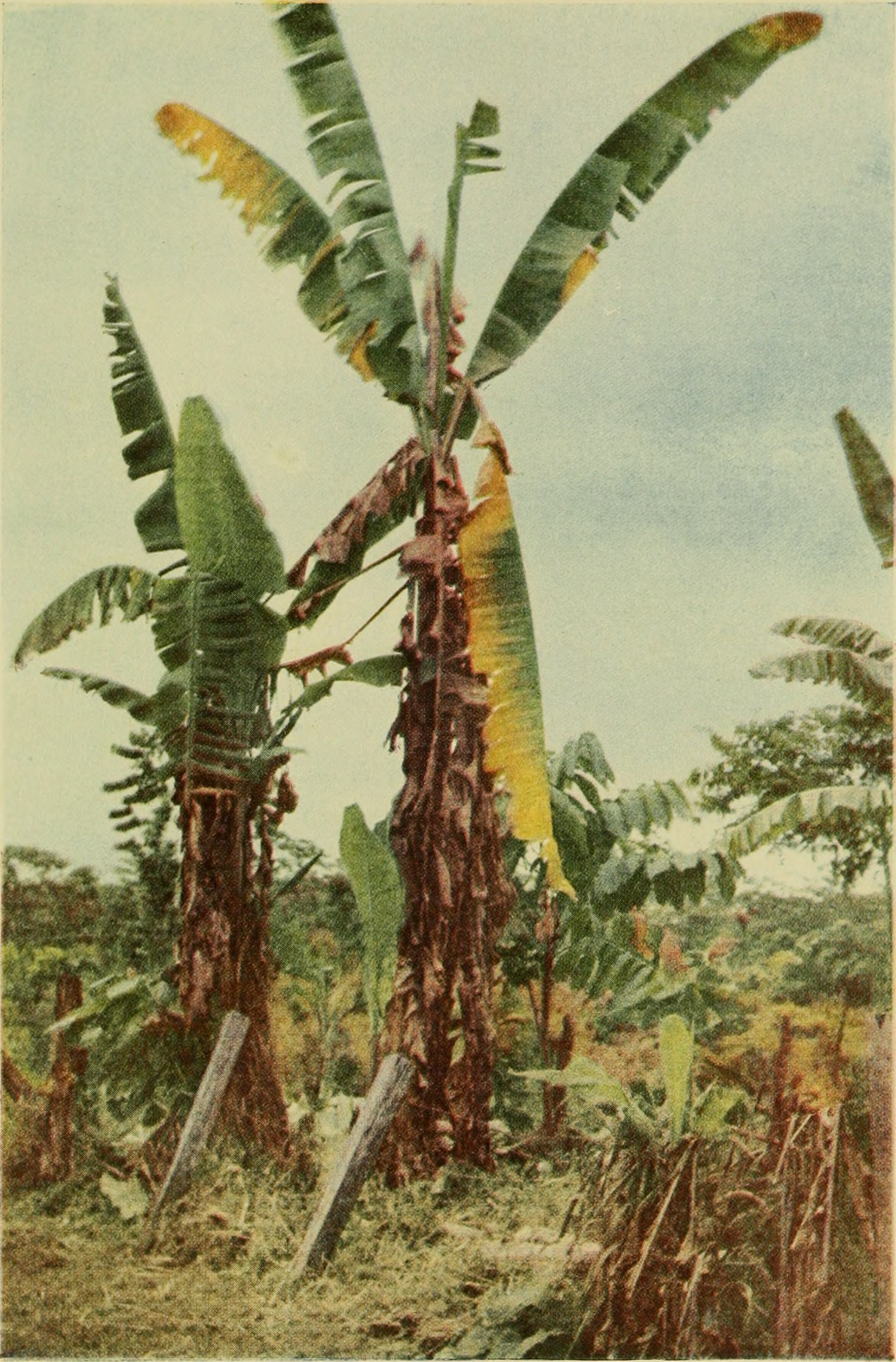
Brandes: enfermedad de la platanera—Una platanera de la variedad Gros Michel en Costa Rica atacada por el organismo parásito. (1919)

El naturalista francés Nicolas Baudin llevó unos cuantos cormos de este plátano del sureste de Asia, depositándolos en un jardín botánico en la isla del Caribe Martinica. En 1835, el botánico francés Jean François Pouyat llevó la fruta de Baudin de Martinica a Jamaica. Los plátanos Gros Michel crecieron en plantaciones masivas en Honduras, Costa Rica, y en algún otro lugar en América Central.
Esta variedad fue una vez la exportación dominante de plátano a Europa y Norteamérica, crecidos en América Central, pero en la década de los 50, la enfermedad de Panamá, una enfermedad causada por el hongo Fusarium oxysporum f.sp. cubense, aniquilando vastos tramos de plantaciones de Gros Michel en América Central, aunque todavía crece en tierras no infectadas a lo largo de la región.
Por los años ochenta, los exportadores de Gros Michel eran incapaces de seguir comerciando con tal susceptible variedad, y empezaron a utilizar variedades resistentes pertenecientes al subgrupo Cavendish  (otro Musa acuminata AAA).

### Modificación genética
Se han hecho esfuerzos para utilizar la modificación genética para crear una versión del Gros Michel que sea resistente a la enfermedad  de Panamá. También ha habido híbridos exitosos de Cavendish y Gros Michel que disponen de resistencia a la enfermedad de Panamá.
Un artículo de 2013 describió experimentos para crear una versión del Gros Michel la cual es resistente a la sigatoka negra.